# MAT Macedonian Airlines
MAT Macedonian Airlines byla národní letecká společnost Makedonské republiky. Její ředitelství se nacházelo ve hlavním městě Severní Makedonie Skopje. Základna aerolinií bylo mezinárodní letiště Alexandra Velikého.

## Historie
Makedonské aerolinie MAT zahájily svou činnost v roce 1994. První let proběhl 24. června 1994 ze Skopje do Curichu. V roce 2000 se MAT staly národní vlajkovou leteckou společností Makedonie.
V prosinci 2008 se staly součástí destinací pro MAT Macedonian Airlines Berlín, Düsseldorf, Hamburg a Řím.
Společnost zanikla 1. září 2009.